# Tanja Keller
Tanja Keller ist eine deutsch-thailändische Schauspielerin, Stuntfrau, Model und Kampfsportlehrerin.

## Leben
Keller feierte 2017 in der Rolle der Georgina im Actionfilm King Arthur and the Knights of the Round Table ihr Schauspieldebüt. Im selben Film fungierte sie außerdem als Stuntdouble der Hauptdarstellerin Sara Malakul Lane. Bereits ein Jahr zuvor wirkte sie im Film Hard Target 2 als Stuntdouble von Ann Truong mit. 2017 war sie außerdem in den Filmen Ultimate Justice – Töten oder getötet werden und Troy: The Odyssey als Schauspielerin und Stuntfrau tätig. 2019 übernahm sie im britischen Film Haphazard, der unter anderen in Bangkok gedreht wurde, die größere Rolle der Jang-Mi. Wie bereits in King Arthur and the Knights of the Round Table spielte sie gemeinsam mit Ron Smoorenburg, Byron Gibson, und Kelly B. Jones. 2021 übernahm sie eine der Hauptrollen im thailändischen Action-Kurzfilm Garena Free Fire Undefeated. Im selben Jahr spielte sie die Mutter der von Maggie Q dargestellten Anna Dutton in The Protégé – Made for Revenge. 2022 fungierte sie in zwei Episoden der Disney+-Serie Ms. Marvel als Stuntdouble der von Mehwish Hayat gespielten Figur. Im selben Jahr agierte sie in acht Episoden des Netflix-Originals Warrior Nun als Stuntdouble von Lorena Andrea.
Als Model war Keller bisher unter anderen für Adidas, Toyota oder Reebok tätig. Sie ist Kampfsportlehrerin an der Kampfsportschule Red Dragon in Kornwestheim. Sie trägt den ersten Dan in Freestyle.

## Filmografie (Auswahl)

### Schauspiel
- 2017: King Arthur and the Knights of the Round Table
- 2017: Ultimate Justice – Töten oder getötet werden (Ultimate Justice)
- 2017: Troy: The Odyssey
- 2017: Beyond Return (Kurzfilm)
- 2019: Haphazard
- 2019: The Collector (Kurzfilm)
- 2021: Garena Free Fire Undefeated (Kurzfilm)
- 2021: The Protégé – Made for Revenge (The Protégé)
- 2024: Cello (Kurzfilm)

### Stunts
- 2016: Hard Target 2
- 2017: King Arthur and the Knights of the Round Table
- 2017: American Assassin
- 2017: Ultimate Justice – Töten oder getötet werden (Ultimate Justice)
- 2017: Troy: The Odyssey
- 2017: Beyond Return (Kurzfilm)
- 2018: At the Edge (Kurzfilm)
- 2018: Gnadenlose Jagd (Attrition)
- 2019: Haphazard
- 2019: The Collector (Kurzfilm)
- 2020: Paradise Z
- 2021: Garena Free Fire Undefeated (Kurzfilm)
- 2021: The Protégé – Made for Revenge (The Protégé)
- 2022: Ms. Marvel (Fernsehserie, 2 Episoden)
- 2022: Der Mann im Mond (Webserie, 2 Episoden)
- 2022: Warrior Nun (Fernsehserie, 8 Episoden)
- 2023: No Escape (Fernsehserie, Episode 1x01)
- 2023: Meme Girls (Fernsehserie, Episode 1x05)
- 2023: Sheroes
- 2023: Farang – Schatten der Unterwelt (Farang)
- 2023: The Creator
- 2023: Sniper: G.R.I.T. (Sniper: G.R.I.T. – Global Response & Intelligence Team)
- 2024: 60 Minuten
- 2024: Mother of the Bride
- 2024: Hana’s Game (Latency)
- 2024: Gunner
- 2024: Nice Girls – Einsatz in Nizza (Nice Girls)
- 2024: Paris Has Fallen (Fernsehserie, 8 Episoden)
- 2025: The Old Guard 2